# Hotel Germania we Wrocławiu
Hotel Germania – hotel, który znajdował się we Wrocławiu przy ul. Piłsudskiego (niem. Gartenstrasse) 101-103, naprzeciwko dworca głównego.
Przed hotelem, 16 listopada 1900 pani Schnapka usiłowała dokonać zamachu na cesarza Wilhelma II. Hotel został zniszczony podczas II wojny światowej. W miejscu, w którym znajdował się hotel postawiono baraki, a w 2011 rozpoczęto budowę biurowca.